# Asplenium scolopendrium
Asplenium scolopendrium, cunoscută sub numele de limba-cerbului sau  feriga limba-cerbului (syn. Phyllitis scolopendrium) și năvalnic (syn. Scolopendrium vulgare), este o ferigă din genul Asplenium, care crește în emisfera nordică.

## Răspândire
Asplenium scolopendrium este o specie comună în Europa, dar în America de Nord apare mai rar, găsindu-se în populații foarte dispersate care au dat un soi aparte, A. scolopendrium var. americanum. Diferențele morfologice sunt minore, dar plantele din America de Nord sunt tetraploide, iar cele care apar în Europa sunt diploide.
În Statele Unite, A. scolopendrium var. americanum a fost declarată pe cale de dispariție în 1989. Motivul pentru care soiul european este relativ răspândit, și varietatea americană este mai rară este, se pare, pentru că cea din urmă nu a fost stabilizată. O a treia varietate, A. scolopendrium var. lindenii, apare în sudul Mexicului și în insula Hispaniola.

## Descriere
Plantele sunt neobișnuite față de ferigile simple, având de obicei frunzele nedivizate. Frunzele în formă de limbă au dus la numele comun de "feriga limba cerbului". Modelul de dispunere a sporangilor⁠(en)[traduceți] este asemenea picioarelor unui miriapod; chiar numele scolopendrium este un sinonim latin pentru "centiped". Frunzele au 10-60 cm lungime și 3-6 cm lățime, cu sporangii aranjați în rânduri perpendiculare pe axul frunzei.
Plantele cresc pe sol neutru și cu substrat bogat în calcar, inclusiv pe sol umed și în fisuri în ziduri umede vechi, cel mai frecvent în zone umbrite, dar, ocazional, și în plin soare; plantele în plin soare sunt, de obicei, pipernicite și gălbui la culoare, în timp ce cele din umbră sunt complet de culoare verde și luxuriante. Rareori au fost cazuri când varietatea nord-americană din sud-estul SUA a fost găsită în gropi umbrite. Aceste populații pot fi relicve ale climatului rece din pleistocen.

## Utilizare

### Cultivare
Asplenium scolopendrium este adesea cultivată ca plantă ornamentală, cu mai multe soiuri selectate cu ramuri de forme diferite, inclusiv cu frunze cutate pe margini, frunze forfecate și forme crestate. Această plantă a câștigat Premiul Garden Merit al Royal Horticultural Society.
Soiul american este considerat a fi dificil de cultivat, și chiar și în America de Nord cele mai multe, dacă nu toate plantele cultivate sunt derivate din formele europene.

### Plantă medicinală
Această ferigă a fost folosită încă din 1800, ca plantă medicinală în medicina populară ca tonic pentru splină, pentru problemele de blocaj a vezicii biliare sau pietre la fiere și pentru alte utilizări.

## Galerie

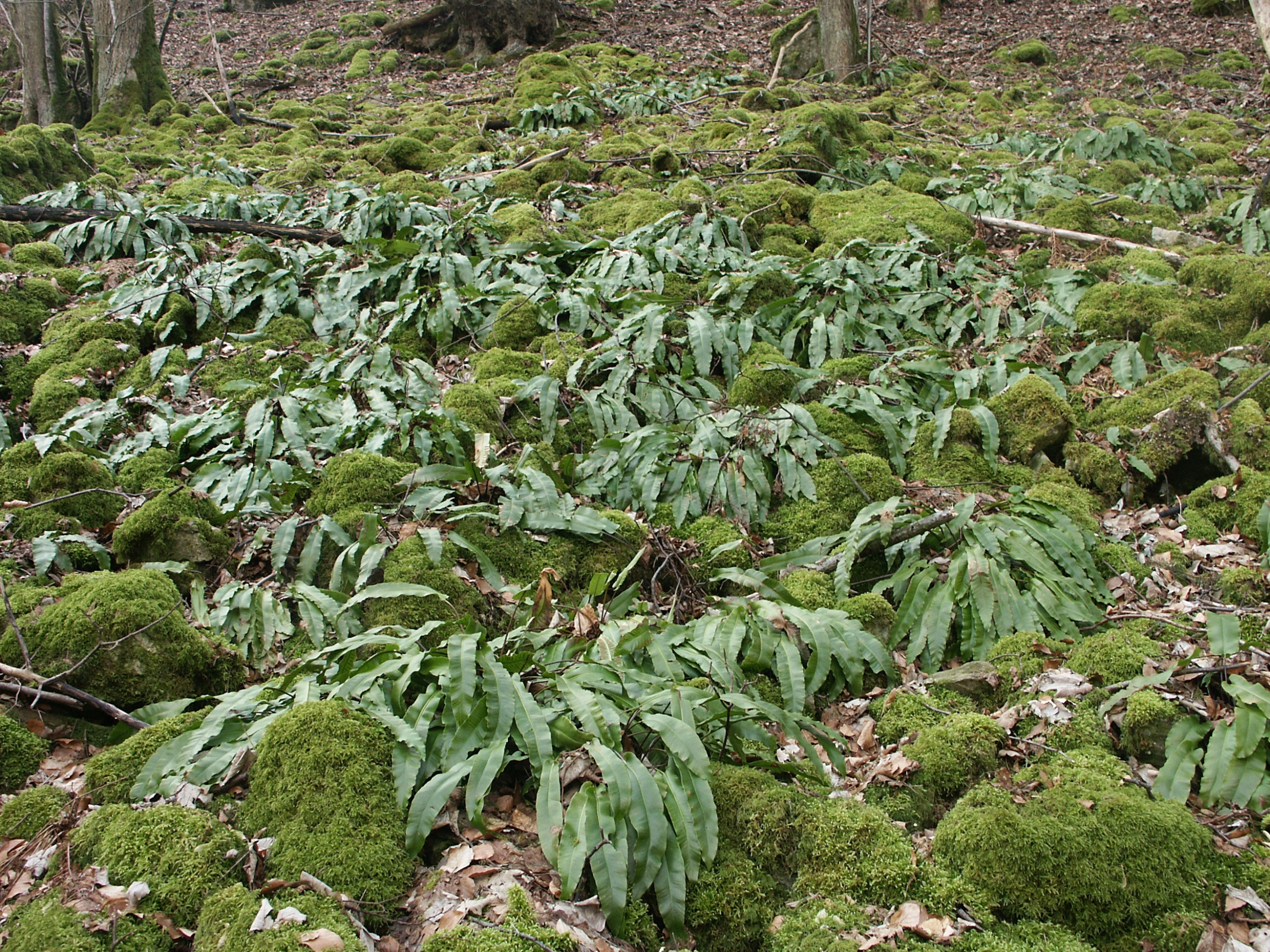
Habitat
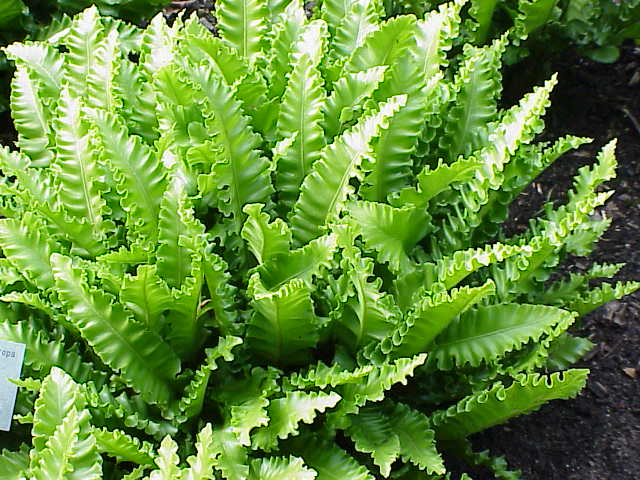
Un soi cu frunze crestate pe margini.
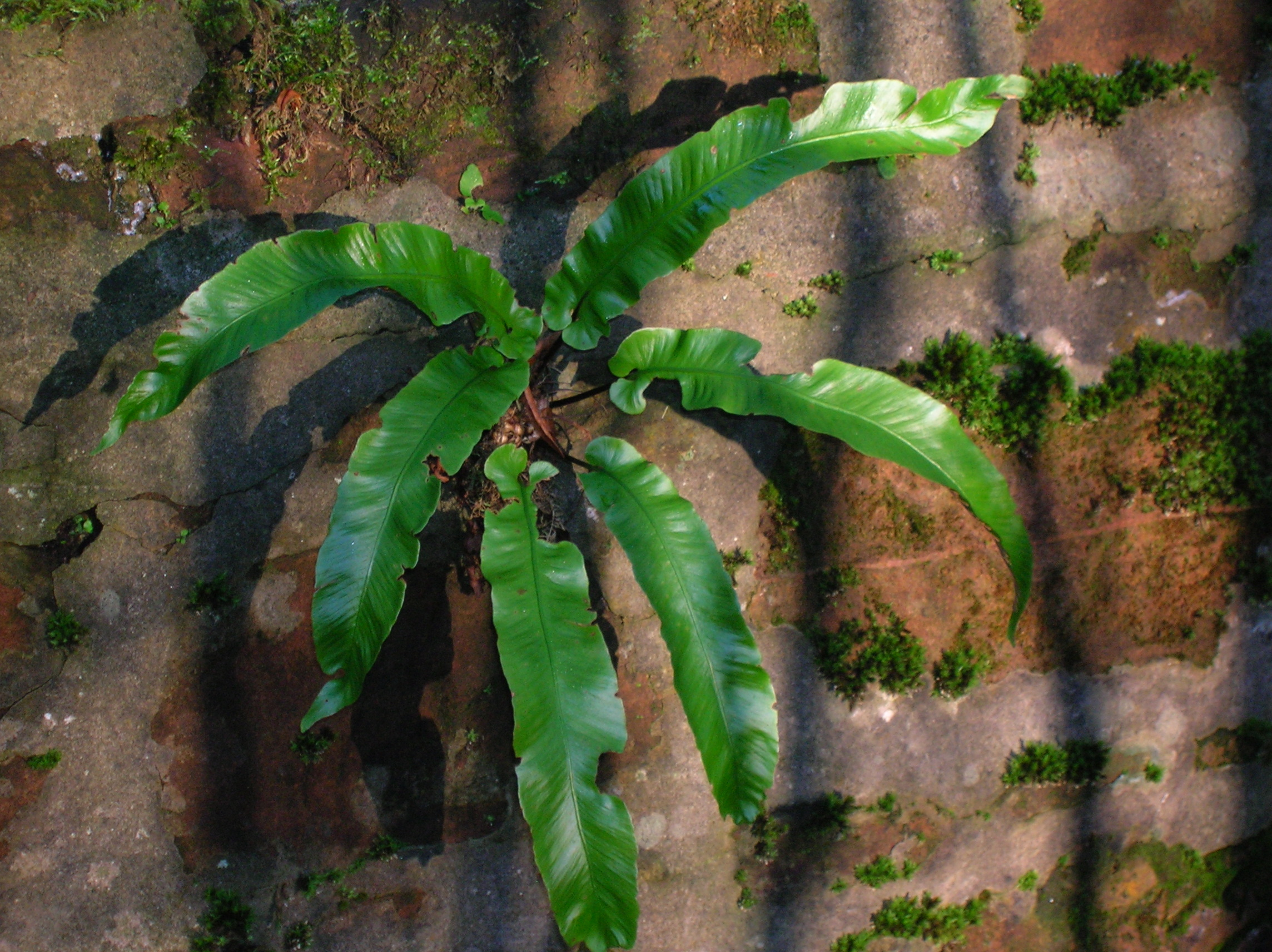
Un specimen crescut în mortar de var pe un perete.
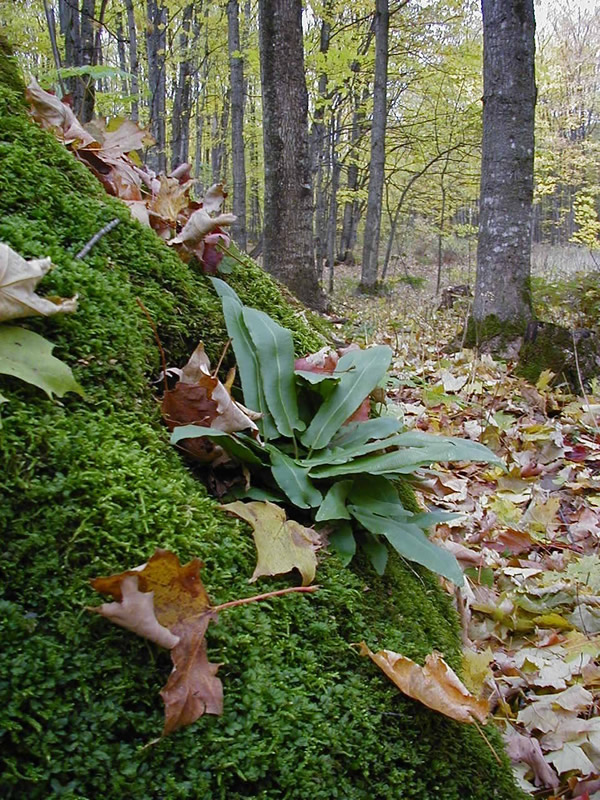
Exemplu de verietate nord-americană.